# 岩田昌征
岩田 昌征（いわた まさゆき、1938年7月2日 - ）は、日本の経済学者、ユーゴスラヴィア研究者。千葉大学名誉教授。

## 略歴
東京生まれ。父は政治家・労働運動家の岩田英一。
新宿高校から東大文学部西洋史学科に進み、1963年に卒業。
1969年、一橋大学大学院社会学研究科修士課程修了。指導教官は岡稔。
1964年10月に日本を出発し、65年1月1日にユーゴスラヴィアのリエカという町に到着し、初めて水洗便所を見た。そのころ、東京世田谷でも水洗便所の家はほとんどなかった。ただ、ユーゴには水洗便所はあっても鉄道、道路などの基本的インフラはなかったという。
1976年3月には、青木昌彦の案内で中国に15日間の視察。当時は文革の終わりの頃で、中国は非常に閉鎖的であった。
1976-78年ポーランド・ユーゴスラヴィア在外研究。1977年「社会主義の経済システム」で一橋大学経済学博士。
アジア経済研究所研究員、北海道大学スラブ研究センター教授、千葉大学社会文化科学研究科・法経学部教授、2004年定年退官、名誉教授、東京国際大学教授。2010年退職。セルビア科学芸術アカデミー外国会員。

## 著書
- 『比較社会主義経済論』日本評論社 1971
- 『労働者自主管理 ある社会主義論の試み』紀伊国屋新書 1974
- 『社会主義の経済システム 現代・計画・市場』新評論 現代経済学叢書 1975
- 『現代社会主義の新地平』日本評論社 1983
- 『凡人たちの社会主義 ユーゴスラヴィア・ポーランド・自主管理』筑摩書房 1985
- 『現代社会主義形成と崩壊の論理』日本評論社 1993
- 『ユーゴスラヴィア 衝突する歴史と抗争する文明』NTT出版 1994
- 『ユーゴスラヴィア多民族戦争の情報像 学者の冒険』御茶の水書房 1999
- 『社会主義崩壊から多民族戦争へ エッセイ・世紀末のメガカオス』御茶の水書房 2003
- 『二〇世紀崩壊とユーゴスラヴィア戦争 日本異論派の言立て』御茶の水書房 2010

### 編著
- 『経済体制論 第4巻 現代社会主義』編 東洋経済新報社 1979
- 『ソ連・東欧経済事情 多様な社会主義』編 有斐閣選書 1983

### 翻訳
- オスカー・ランゲ『再生産と蓄積の理論』玉垣良典共訳 日本評論社 1966
- オスカー・ランゲ『最適決定論 プログラミングの原理』有木宗一郎共訳 合同出版 1970
- ミハイロ・マルコヴィチ『実践の弁証法』岩淵慶一共訳 合同出版 1970
- M.ケイザー『現代ソビエト経済学』長尾史郎共訳 平凡社 世界大学選書 1973
- J.ベクシャク『経営する社会 ポーランド経済体制の理論分析』東京大学出版会 1981
- ドゥシコ・タディチ『ハーグ国際法廷のミステリー 旧ユーゴスラヴィア多民族戦争の戦犯第一号日記』訳・著 社会評論社 2013